# Kohistan (huyện), Kapisa
Kohistan là một huyện thuộc tỉnh Kapisa, Afghanistan. Dân số thời điểm năm 1999 là 99,164 người.